# Борщовка (Забайкальский край)
Борщо́вка — село в Нерчинском районе Забайкальского края России. Входит в состав сельского поселения «Верхнеключевское».

## География
Село находится в юго-восточной части района, на правом берегу реки Шилки, вблизи места впадения в неё пади Кулинда, на расстоянии примерно 15 километров (по прямой) к востоку от города Нерчинска. Абсолютная высота — 656 метров над уровнем моря. К селу не идет ни одной автомобильной дороги, единственный способ добраться до него, по реке

### Климат
Климат характеризуется как резко континентальный, с продолжительной холодной зимой. Средняя температура самого тёплого месяца (июля) составляет +18…+20 °С (абсолютный максимум +38 °С). Средняя температура самого холодного месяца (января) −28…−30 °С (абсолютный минимум −54 °С). Годовое количество осадков 300—350 мм. Продолжительность безморозного периода составляет 100—110 дней.

### Часовой пояс
Село Борщовка находится в часовой зоне МСК+6. Смещение применяемого времени относительно UTC составляет +9:00.

## История
Основано в начале XVIII века неким Борщевским, который был поселён здесь после отбытия каторжных работ; названо по имени основателя. До 1910 года входило в состав Нижнеключевской волости, затем — в состав Успенской волости. В 1914 году в селе насчитывалось 50 дворов. В 1929 году, в ходе коллективизации, был организован колхоз «Первое мая». От села получил своё название Борщовочный хребет.

## Население
| 2010 | 2021 |
| ---- | ---- |
| 1    | ↘0   |

Половой состав
По данным Всероссийской переписи населения 2010 года в гендерной структуре населения мужчины составляли 100 %.
Национальный состав
Согласно результатам переписи 2002 года, в национальной структуре населения русские составляли 50 % из 4 чел.

## Инфраструктура
В селе располагаются 5 частных домов, большинство из которых заброшены и небольшая пристань для лодок.